# Oestrimyza fenestrata
Oestrimyza fenestrata är en tvåvingeart som beskrevs av Hull 1973. Oestrimyza fenestrata ingår i släktet Oestrimyza och familjen svävflugor. Inga underarter finns listade i Catalogue of Life.